# MA-24 (Spanje)

De MA-24

De MA-24 of Ronda Este de Málaga is een autovía in Andalusië. De snelweg is 6,25 kilometer lang en verbindt het oosten van Málaga met de A-7.